# Felipecha
Felipecha est un groupe de pop et rock français, originaire de Nanterre, dans les Hauts-de-Seine. Il est formé en 2002 par l'auteur-compositeur Philippe Chevallier et la chanteuse Charlotte Savary. Le nom du groupe reprend le début de leurs deux prénoms.

## Biographie
Philippe et Charlotte se sont connus sur les bancs de fac à Nanterre. Avant de former Felipecha, Charlotte Savary était membre du groupe Clover et a chanté pour le DJ normand Wax Tailor avec qui elle continue à faire des collaborations.
Le groupe sort un premier album en 2008, intitulé De fil en aiguille (At(h)ome/Wagram). Le groupe reçoit un très bon accueil,. Le clip Quelque part de ce même album est réalisé par Laurent King et produit par Patrick Hernandez et Lionel Gonzalez pour Baghera films.  Un 2e album est sorti en 2011, Les Lignes de Fuite. Les textes sont écrits par les deux, ils se partagent également le chant. Philippe prend également en charge les guitares.